# Вице-президент Сомалиленда
Вице-президент Сомалиленда (сомал. Madaxweyne ku xigeenka Somaliland) — второе высшее должностное лицо в Сомалиленде после президента. По Конституции Сомалиленда вице-президент является конституционным преемником президента Сомалиленда. 
Должность вице-президента может стать вакантной в одном из следующих случаев:
1. Осуждение за уголовное преступление, что приводит к потере должности.
2. Неспособность выполнять должностные обязанности по состоянию здоровья.
3. Смерть.
4. Вице-президент может направить своё письменное заявление об отставке с должности спикеру Палаты представителей и спикеру Палаты старейшин, и обе палаты могут на совместном заседании принять или отклонить его путём большинства голосов их общего числа членов.
5. Если две палаты отклоняют отставку, указанную в пункте 4 настоящей статьи, вице-президент имеет право снова подать прошение об отставке в течение трёх месяцев с момента подачи первоначальной просьбы об отставке, после чего обе палаты обязаны принять прошение.

## Список
| № | Портрет | Имя                       | Полномочия      | Полномочия      | Примечания |
| № | Портрет | Имя                       | Начало          | Окончание       | Примечания |
| - | ------- | ------------------------- | --------------- | --------------- | ---------- |
| 1 |         | Хасан Иса Джама           | 7 июня 1991     | 16 мая 1993     |            |
| 2 |         | Абдирахман Ахмед Али Туур | 16 мая 1993     | 17 мая 1995     | [ 2 ]      |
| 3 |         | Абдирахман Ав Али Фаррах  | 17 мая 1995     | 16 февраля 1997 | [ 2 ]      |
| 4 |         | Дахир Риял Кахин          | 16 февраля 1997 | 3 мая 2002      |            |
| 5 |         | Ахмед Юсуф Ясин           | 3 мая 2002      | 27 июля 2010    |            |
| 6 |         | Абдирахман Саилиджи       | 27 июля 2010    | 12 декабря 2024 | [ 3 ]      |
| 7 |         | Мохамед Ав-Али Абди       | 12 декабря 2024 | действующий     |            |